# Карл-Отто Вебер
Карл-Отто Вебер (нім. Karl-Otto Weber; 10 жовтня 1914, Кремпе — 14 квітня 1999, Райнбек) — німецький офіцер-підводник, капітан-лейтенант крігсмаріне. Кавалер Німецького хреста в золоті.

## Біографія
В 1936 році вступив на флот. З липня 1940 року служив на підводному човні U-93. З березня 1941 по квітень 1942 року — 2-й, потім 1-й вахтовий офіцер на U-371 (з 26 березня по 6 квітня 1942 року виконував обов'язки командира човна), після чого пройшов курс командира човна. З 12 серпня 1942 по 2 грудня 1943 року — .командир U-709, на якому здійснив 4 походи (разом 145 днів у морі). В грудні 1943 року переданий в розпорядження 9-ї флотилії. З лютого 1944 року — інструктор і командир роти 2-ї навчальної дивізії підводних човнів. З грудня 1944 року і до кінця війни служив в штабі 11-ї флотилії.

## Звання
- Оберлейтенант-цур-зее (1 сычня 1942)
- Капітан-лейтенант (1 грудня 1944)

## Нагороди
- Залізний хрест
  - 2-го класу (1 листопада 1940)
  - 1-го класу (3 березня 1942)
- Нагрудний знак блокадопроривача (18 жовтня 1941)
- Хрест «За військові заслуги» (Італія) (20 березня 1942)
- Нагрудний знак підводника
- Німецький хрест в золоті (7 січня 1944)
- Фронтова планка підводника в бронзі (10 жовтня 1944)